# Любушка
Любушка — река в Смоленской области России, протекает по территории Новодугинского и Сычёвского районов. Исток — западнее села Новодугино, устье находится в 90 км по правому берегу реки Вазузы. Длина реки составляет 17 км, площадь водосборного бассейна — 56 км².

## Данные водного реестра
По данным государственного водного реестра России относится к Верхневолжскому бассейновому округу, водохозяйственный участок реки — Вазуза от истока до Зубцовского гидроузла, без реки Яуза до Кармановского гидроузла, речной подбассейн реки — Волга до Рыбинского водохранилища. Речной бассейн реки — (Верхняя) Волга до Куйбышевского водохранилища (без бассейна Оки).
Код объекта в государственном водном реестре — 08010100312110000000978.